# Dicranella pacifica
Dicranella pacifica är en bladmossart som beskrevs av Wilfred Borden Schofield 1970. Dicranella pacifica ingår i släktet jordmossor, och familjen Dicranaceae. Inga underarter finns listade i Catalogue of Life.